# Mistrovství světa v biatlonu 2024 – závod s hromadným startem mužů
Závod s hromadným startem mužů na Mistrovství světa v biatlonu 2024 se konal v neděli 18. února v Novém Městě na Moravě na biatlonovém stadionu Vysočina Arena jako poslední závod šampionátu. Start závodu proběhl v 16:30 hodin středoevropského času.
Do závodu nastoupilo 30 biatlonistů – závodníci hodnocení do 15. místa v celkovém pořadí světového poháru před začátkem mistrovství světa, všichni individuální medailisté z dosavadního průběhu šampionátu a závodníci, kteří na mistrovství v jednotlivých závodech skončili kumulativně nejlépe podle součtu bodů, které by obdrželi, pokud by závody byly započítány do hodnocení světového poháru, se základním omezením počtu maximálně čtyř závodníků na jednu národní výpravu.
Obhájcem vítězství byl Švéd Sebastian Samuelsson, který po pěti chybách na střelnici dojel na 23. místě.
Úřadujícím olympijským vítězem z této disciplíny byl Nor Johannes Thingnes Bø, který navzdory jedné střelecké chybě zvítězil. Získal tak svůj jubilejní dvacátý titul mistra světa, čímž v historických statistikách dorovnal dosavadního lídra Ole Einara Bjørndalena. Na končícím šampionátu se jednalo o jeho sedmý cenný kov ze sedmi závodů a třetí nejcennější zlatý. V závodě s hromadným startem triumfoval na mistrovství světa potřetí, když navázal na zlaté medaile z let 2016 a 2020 –  pouze Francouz Raphaël Poirée jich získal více (4).
Druhé místo překvapivě obsadil Lotyš Andrejs Rastorgujevs, pro kterého to bylo v 35 letech vůbec první takové umístění na takto velké akci. Jednalo se o historicky třetí a první stříbrný cenný kov pro Lotyšsko v historii, když předtím dvě bronzové medaile získal v letech 2001 a 2005 Ilmārs Bricis. Stupně vítězů doplnil Francouz Quentin Fillon Maillet, který po třech cenných kovech ze kolektivních závodů získal na novoměstském šampionátu svůj první individuální.

## Průběh závodu
Při první střelbě nezasáhl favorizovaný Nor Johannes Thingnes Bø jeden terč, ale jel nejrychleji ze všech a dojížděl čelo závodu. Zde po druhé střelbě jel Francouz Quentin Fillon Maillet před Němcem Benediktem Dollem a Lotyšem Andrejsem Rastorgujevsem. Fillon Maillet s Dollem udělali na třetí střelbě po jedné střelecké chybě a klesli. Do čela se zde dostal Johannes Bø, za ním těsně odjížděl Rastorgujevs a s čtvrtminutovým odstupem Fillon Maillet. Zatímco Nor zvyšoval svůj náskok, Francouz se k Lotyšovi mírně přibližoval. Při poslední položce stříleli všichni bezchybně, pak si všichni udrželi své pozice a v tomto pořadí obsadili pozice na stupních vítězů.
Z českých biatlonistů se do závodu probojovali Michal Krčmář a  Tomáš Mikyska. Udělali čtyři a tři střelecké chyby, běželi pomaleji a dojeli na 24. a 26. místě.

## Výsledky
| Pořadí | č. | závodník                   | stát        | střelba (L+L+S+S) | čas     | ztráta  |
| --- | -- | -------------------------- | ----------- | ----------------- | ------- | ------- |
| Zlatá medaile                                                                                              | 2  | Johannes Thingnes Bø       | Norsko      | 1 (1+0+0+0)       | 34:50,2 |         |
| Stříbrná medaile                                                                                           | 16 | Andrejs Rastorgujevs       | Lotyšsko    | 0 (0+0+0+0)       | 35:05,3 | +15,1   |
| Bronzová medaile                                                                                           | 15 | Quentin Fillon Maillet     | Francie     | 1 (0+0+1+0)       | 35:23,2 | +33,0   |
| 4. | 3  | Tarjei Bø                  | Norsko      | 2 (0+0+1+1)       | 35:32,3 | +42,1   |
| 5. | 23 | Fabien Claude              | Francie     | 2 (1+0+1+0)       | 35:52,7 | +1:02,5 |
| 6. | 20 | Jakov Fak                  | Slovinsko   | 1 (0+1+0+0)       | 36:01,1 | +1:10,9 |
| 7. | 12 | Sebastian Stalder          | Švýcarsko   | 0 (0+0+0+0)       | 36:02,2 | +1:12,0 |
| 8. | 4  | Vetle Sjåstad Christiansen | Norsko      | 4 (1+2+0+1)       | 36:05,1 | +1:14,9 |
| 9. | 14 | Éric Perrot                | Francie     | 3 (2+0+0+1)       | 36:12,3 | +1:22,1 |
| 10. | 9  | Philipp Nawrath            | Německo     | 3 (1+1+0+1)       | 36:15,6 | +1:25,4 |
| 11. | 13 | Émilien Jacquelin          | Francie     | 5 (2+2+1+0)       | 36:20,7 | +1:30,5 |
| 12. | 5  | Benedikt Doll              | Německo     | 3 (0+0+1+2)       | 36:22,9 | +1:32,7 |
| 13. | 6  | Martin Ponsiluoma          | Švédsko     | 6 (2+1+2+1)       | 36:36,5 | +1:46,3 |
| 14. | 7  | Johannes Kühn              | Německo     | 3 (1+1+0+1)       | 36:38,4 | +1:48,2 |
| 15. | 8  | Tommaso Giacomel (b)       | Itálie      | 5 (1+2+1+1)       | 36:44,0 | +1:53,8 |
| 16. | 10 | Justus Strelow             | Německo     | 1 (0+1+0+0)       | 36:47,5 | +1:57,3 |
| 17. | 1  | Sturla Holm Laegreid       | Norsko      | 4 (1+0+1+2)       | 36:54,1 | +2:03,9 |
| 18. | 17 | Campbell Wright            | USA         | 4 (1+1+1+1)       | 36:56,4 | +2:06,2 |
| 19. | 18 | Lukas Hofer                | Itálie      | 4 (2+1+1+0)       | 36:57,5 | +2:07,3 |
| 20. | 28 | Anton Dudčenko             | Ukrajina    | 1 (0+1+0+0)       | 36:57,5 | +2:07,3 |
| 21. | 29 | David Komatz               | Rakousko    | 2 (0+0+2+0)       | 37:11,7 | +2:21,5 |
| 22. | 19 | Niklas Hartweg             | Švýcarsko   | 5 (1+3+1+0)       | 37:24,8 | +2:34,6 |
| 23. | 11 | Sebastian Samuelsson (g)   | Švédsko     | 5 (1+0+3+1)       | 37:37,4 | +2:47,2 |
| 24. | 21 | Michal Krčmář              | Česko       | 4 (2+1+0+1)       | 37:42,4 | +2:52,2 |
| 25. | 30 | Simon Eder                 | Rakousko    | 3 (0+3+0+0)       | 37:42,9 | +2:52,7 |
| 26. | 22 | Tomáš Mikyska              | Česko       | 3 (1+1+1+0)       | 38:13,7 | +3:23,5 |
| 27. | 24 | Dmytro Pidručnyj           | Ukrajina    | 4 (1+1+2+0)       | 38:38,5 | +3:48,3 |
| 28. | 26 | Sean Doherty               | USA         | 5 (2+1+0+2)       | 39:00,2 | +4:10,0 |
| 29. | 25 | Adam Runnalls              | Kanada      | 4 (0+1+2+1)       | 39:06,9 | +4:16,7 |
| 30. | 27 | Timofej Lapšin             | Jižní Korea | 6 (1+3+1+1)       | 40:24,7 | +5:34,5 |
| Zdroj: (y) – vedoucí závodník světového poháru, (g) – obhájce vítězství, (b) – nejlepší závodník do 25 let |    |                            |             |                   |         |         |